# The Eternal Sapho
The Eternal Sapho es una película muda de 1916 dirigida por Bertram Bracken que tenía como intérprete principal a Theda Bara. En el reparto, James Cooley, Walter P. Lewis, Hattie Delaro, Einar Linden, Mary Martin, Kittens Reichert, George MacQuarrie. El guion se basa en la novela Sapho de Alphonse Daudet publicada en 1884.
Aunque generalmente el nombre se escribe como Sappho, los créditos de la película lo muestra como Sapho.

## Trama
La modelo Laura Gubbins se vuelve célebre por haber posado para un escultor que la retrata como Safo, la poetisa griega. Entre sus admiradores, se distingue John Drummond que se está arruinando por ella. Cuando Laura conoce a la hija pequeña del hombre, siente escrúpulos y decide romper la relación. Otro de sus admiradores está a punto de declararse pero escucha chismes sobre el pasado de Laura que la acusan - falsamente - como la responsable del homicidio de su padre. Laura, ahora ya sola, decide volver con el escultor que la hizo famosa y que ella había amado. Pero descubre que el hombre se suicidó cuando ella le abandonó. Presa de remordimientos, Laura enloquece. Muere en el estudio donde la estatua de Safo todavía sigue en pie: su cuerpo, disolviéndose, parece integrarse con esa imagen de Safo.

## Producción
La película fue producida por Fox Film Corporation con el título provisional A Modern Sapho.

## Distribución
Distribuida por Fox Film Corporation, la película se estrenó en las salas cinematográficas estadounidenses el 7 (o 8) de mayo de 1916.
No se conocen copias todavía existentes de la película, que se considera presumiblemente perdida.